# Virginijus Domarkas
Virginijus Domarkas (* 4. Juni 1960 in Šlapšilė, Rajongemeinde Klaipėda, Litauische SSR) ist ein litauischer Politiker.

## Leben
Von 1967 bis 1970 lernte er in der Grundschule  Baubliai, von 1970 bis 1975 in Raguviškiai. Nach dem Abitur 1978 an der 1. Mittelschule Kretinga absolvierte er 1982 das Diplomstudium am Vilniaus pedagoginis institutas und wurde Lehrer der französischen Sprache. 2005 absolvierte er das Masterstudium an der  Kauno technologijos universitetas.
Von 1982 bis 1986 arbeitete er in Kretinga als Lehrer und stellv. Direktor der Hauptschule Baubliai, von 1989 bis 2000 Direktor der Mittelschule Kretinga.
Von 2000 bis 2004 war er stellvertretender Bürgermeister der Rajongemeinde Kretinga und von 2004 bis 2008 Mitglied im Seimas.

## Quelle
- 2008 m. Lietuvos Respublikos Seimo rinkimai - Lietuvos valstiečių liaudininkų sąjunga - Iškelti kandidatai. Archiviert vom Original am 4. Oktober 2013; abgerufen am 28. Juni 2018 (litauisch).

| Personendaten    | Personendaten                                    |
| ---------------- | ------------------------------------------------ |
| NAME             | Domarkas, Virginijus                             |
| KURZBESCHREIBUNG | litauischer Politiker                            |
| GEBURTSDATUM     | 4. Juni 1960                                     |
| GEBURTSORT       | Šlapšilė, Rajongemeinde Klaipėda, Litauische SSR |